# آربی‌اس ۷۰
آربی‌اس ۷۰ یک سامانه موشکی زمین‌به‌هوای کوتاه‌برد و قابل حمل توسط نفر ساخت بوفورس سوئد با سیستم هدایت لیزری برای استفاده در تمامی شرایط جوی است که از سال ۱۹۷۷ وارد خدمت نظامی در ارتش سوئد شده‌است و تا به امروز در حال تولید است و به ۱۸ کشور دنیا صادر شده‌است.

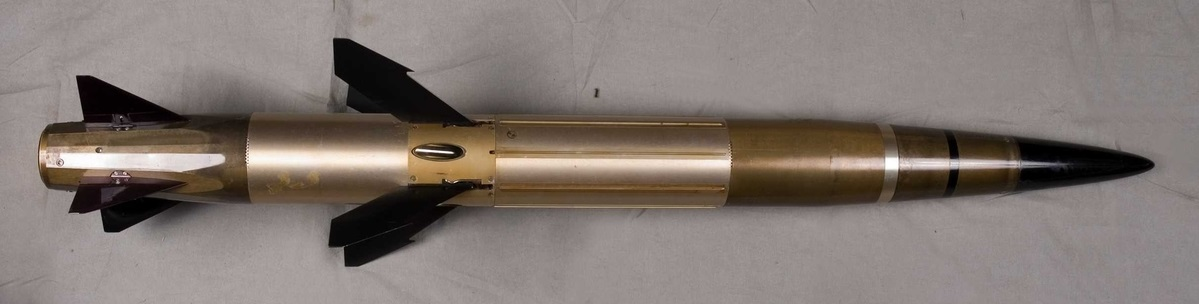
موشک آر بی اس ۷۰

این موشک در طول تاریخ تولید خود به طور مرتب ارتقا یافته و به‌روزرسانی شده‌است. با به‌روزرسانی BOLIDE که در سال ۲۰۰۳ معرفی شد برد عملیاتی آن بین ۲۵۰ متر تا ۸ کیلومتر است و موشک می‌تواند در مدت ۱۲ ثانیه به سقف ارتفاع ۵ کیلومتری برسد. وزن کل سیستم با در نظر گرفتن سه‌پایه، موشک و دوربین ۸۷ کیلو است. سیستم انفجاری کلاهک جنگی موشک با یک فیوز مجاورتی تنظیم‌پذیر کار می‌کند که با توجه به مشخصات هدف در سه حالت خاموش، اهداف کوچک و روشن قرار می‌گیرد. سیستم الکترونیکی نیز قابلیت برنامه‌ریزی مجدد برای درگیری مؤثرتر با موشک‌های کروز و پهپادها را دارد. سیستم تشخیص دوست و دشمن نیز برای آربی‌اس ۷- در نظر گرفته شده که در صورت تشخیص هواپیمای خودی باعث قفل شدن سیستم می‌شود.
هدایت لیزری در مقایسه با هدایت گرمایی (که در سایر موشک‌های کوتاه‌برد معمول است) این مزیت را دارد که هواپیمای دشمن به سختی می‌تواند در آن اختلال ایجاد کند یا آن را فریب دهد اما این نقص را دارد که هدف‌گیری آن بسیار مشکل است و نیاز به تمرین زیادی دارد.

## کاربران
- [۱]
- [۲]
- ارتش آلمان موشک‌های اربی‌اس ۷۰ را با سیستم ASRAD-R که بر روی خودروهای ویسل نصب می‌شوند سازگار کرده‌است.
- - در سال ۱۹۸۵ با واسطه پاکستان یا سنگاپور خریداری شد و در تعدادی از عملیات‌های جنگی به خصوص عملیات کربلای ۵ با موفقیت از آن استفاده شد.
- ارتش لیتوانی[۳]
- دیگر در خدمت فعال ارتش نروژ نیست.
- ۱۴۴ سیستم مورد استفاده ارتش پاکستان[۴]
- سنگاپور